# Radio móvil digital

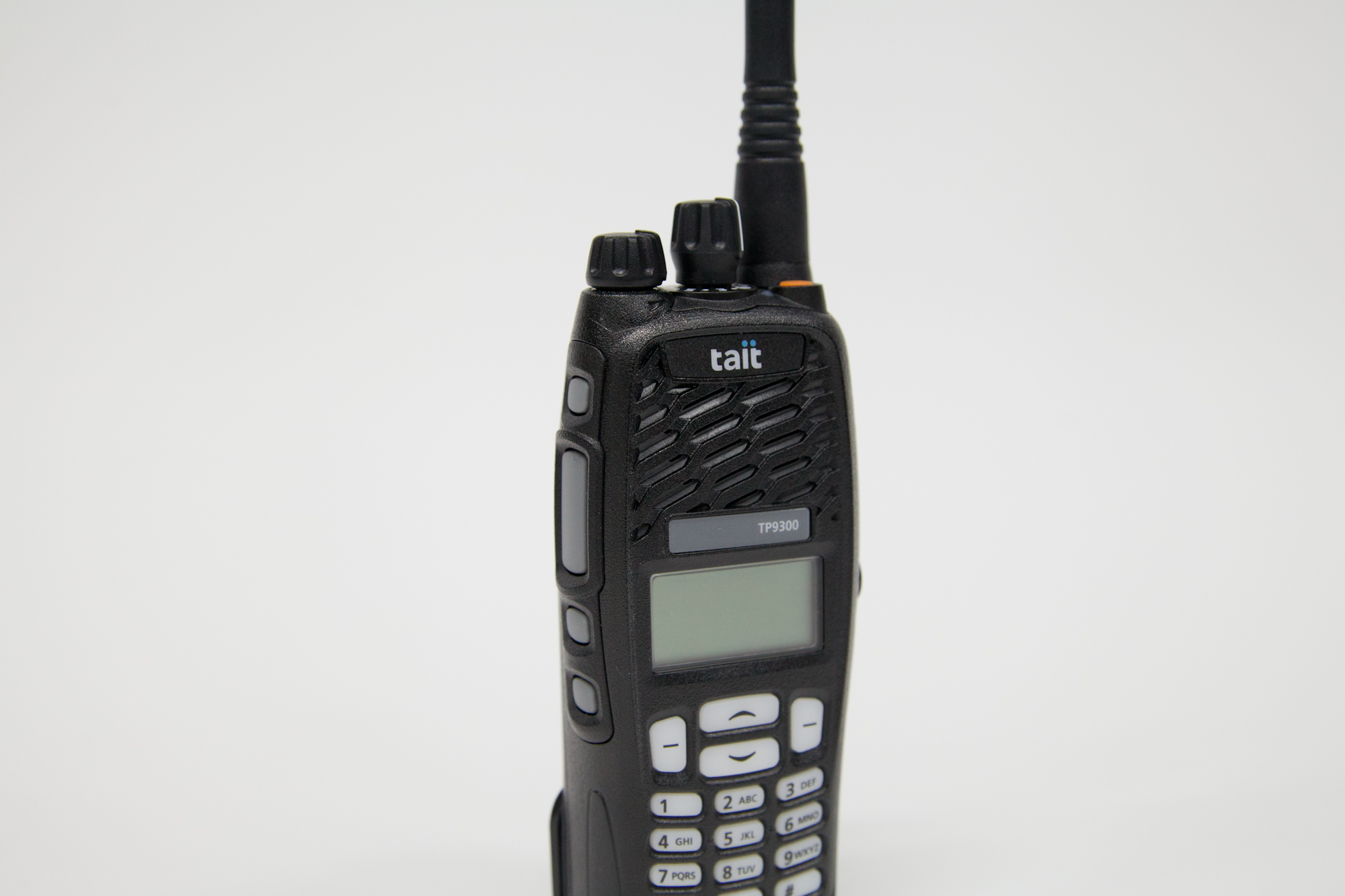
Radio compatible con el estándar DMR de nivel III

La radio móvil digital (en inglés: digital mobile radio, DMR) es un estándar del European Telecommunications Standards Institute (ETSI), ETSI TS 102 361, publicado en el año 2005, desarrollado como protocolo de radio digital de banda estrecha, con el fin de conseguir una mejora de la eficiencia espectral sobre la radio analógica tradicional PMR y facilitando las comunicaciones bidireccionales a través de radio digital. Está basado en un protocolo que utiliza dos intervalos de tiempo desarrollado por Motorola solutions TDMA de 12,5 kHz, TDMA es usado ampliamente en GSM y TETRA.
Hay muchas razones para elegir DMR como sustituto de PMR, entre ellas:
- Eficiencia espectral.
- Prolongación de la vida útil de la batería, al utilizar en cada llamada un intervalo TDMA, reduciendo a la mitad el consumo.
- Utiliza técnicas de corrección de errores que regeneran la voz.
- No transmite el ruido de fondo, evitando las molestias.
- Mayor cobertura, al mejorar la calidad de audio.
- Mayor confidencialidad.
- Mejoras en la señalización.
- Mensajes de texto.
- Servicios de localización.
- Telemetría.